# Jujubinus
Jujubinus è un genere di molluschi gasteropodi.

## Specie
Il genere comprende le seguenti specie:
- † Jujubinus ajachaensis Martín-González & Vera-Peláez, 2018
- Jujubinus alboranensis Smriglio, Mariottini & Oliverio, 2015
- Jujubinus augustoi Rolán & Gori, 2009
- Jujubinus baudoni (Monterosato, 1891)
- Jujubinus catenatus Ardovini, 2006
- Jujubinus coronatus Landau, Van Dingenen & Ceulemans, 2017
- Jujubinus curinii Bogi & Campani, 2006
- Jujubinus dispar Curini-Galletti, 1982
- † Jujubinus eleonorae Smriglio, Di Giulio & Mariottini, 2014
- Jujubinus errinae Smriglio, Mariottini & Giacobbe, 2016
- Jujubinus escondidus Poppe, Tagaro & Dekker, 2006
- Jujubinus exasperatus (Pennant, 1777)
- † Jujubinus fossorensis Lozouet, 1999
- Jujubinus fraterculus  (Monterosato, 1880)
- Jujubinus fulgor Gofas, 1991
- Jujubinus geographicus Poppe, Tagaro & Dekker, 2006
- Jujubinus gilberti (Montrouzier in Fischer, 1878)
- Jujubinus gravinae (Dautzenberg, 1881)
- Jujubinus guanchus Curini-Galletti, 1985
- Jujubinus guphili Poppe, Tagaro & Dekker, 2006
- † Jujubinus helenae  Pacaud, 2017
- Jujubinus hernandezi Rolán & Swinnen, 2009
- Jujubinus hubrechti Poppe, Tagaro & Dekker, 2006
- Jujubinus interruptus (Wood, 1828)
- Jujubinus karpathoensis Nordsieck, 1973
- Jujubinus mabelae Rolán & Swinnen, 2009
- Jujubinus maldivensis (E. A. Smith, 1903)
- Jujubinus montagui (Wood, 1828)
- Jujubinus polychromus (A. Adams, 1853)
- Jujubinus poppei Curini-Galletti, 1985
- † Jujubinus proximus  (Millet, 1865)
- Jujubinus pseudogravinae Nordsieck, 1973
- † Jujubinus quantulus  Lozouet, 1999
- Jujubinus rafaelmesai Rolán & Swinnen, 2013
- † Jujubinus redoniensis  Landau, Van Dingenen & Ceulemans, 2017
- Jujubinus rubioi Rolán & Templado, 2001
- Jujubinus ruscurianus (Weinkauff, 1868)
- † Jujubinus sceauxensis  Landau, Van Dingenen & Ceulemans, 2017
- Jujubinus striatus (Linnaeus, 1758)
- Jujubinus suarezensis (P. Fischer, 1878)
- † Jujubinus subincrassatus  (d'Orbigny, 1852)
- Jujubinus trilloi Smriglio, Di Giulio & Mariottini, 2014
- Jujubinus tumidulus (Aradas, 1846)
- Jujubinus unidentatus (Philippi, 1844)
- Jujubinus vexationis Curini-Galletti, 1990